# 维利朗
维利朗（法語：Vullierens）是瑞士联邦西部法语区的沃州下设的一个镇。在行政上属于莫尔日区管辖。维利朗的总面积为6.84平方公里。截至2010年底，总人口为415。